# Ministère de la Justice (Cameroun)
Pour les articles homonymes, voir Ministère de la Justice.

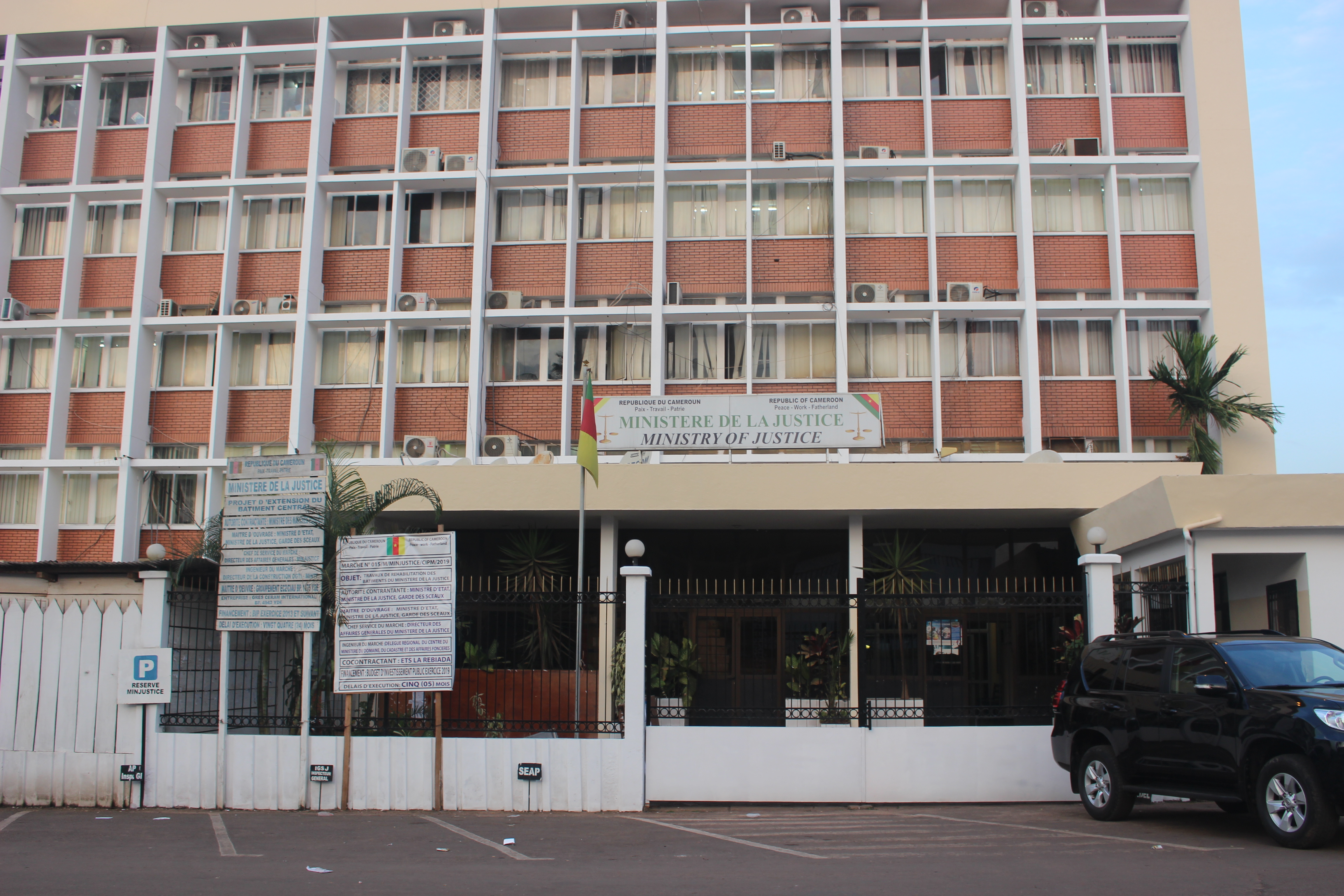

Le Ministère de la Justice du Cameroun est l'un des ministères du gouvernement du Cameroun.

## Historique
Le 18 février 1958, Ahmadou Ahidjo prend la tête de l'Etat du Cameroun et c'est le 18 juin 1959 qu'un nouveau gouvernement a été ajouté à celui formé le 29 février 1958. Et parmi ce nouveau gouvernement apparaît le Ministère de la Justice (Cameroun). René-Guy Charles Okala occupe alors le nouveau poste jusqu'au 1er remaniement ministériel du Cameroun indépendant le 25 janvier 1960. le Ministère de la Justice du Cameroun encore appelé la Chancellerie, est l’administration camerounaise chargée de l’élaboration des textes législatifs et réglementaires, de  l’organisation et du fonctionnement de la Haute Cour de Justice, de la Cour Suprême, du Conseil Supérieur de la Magistrature et de l’organisation judiciaire.
C'est le Décret n°2005/122 du 15 avril 2005 qui portant Organisation du Ministère de la Justice, il accueille l’Administration Pénitentiaire qui jusqu’à lors était rattachée au Ministère de l’Administration Territoriale. en 2012, un nouveau Décret N° 2012/389 du 18 septembre 2012 modifie et porte une nouvelle organisation du Ministère de la Justice. 

## Organisation
L'administration centrale du Ministère de la Justice du Cameroun comprend :

### Le Ministre de la Justice, Garde des Sceaux
Le Ministre de la Justice au Cameroun est le responsable gouvernemental chargé de la supervision des institutions judiciaires. Il est responsable de la mise en œuvre d'une politique de modernisation des juridictions. De surcroît, il doit veiller à l'amélioration des conditions de travail du personnel de ce département ministériel. Depuis 2011, le Ministère de la Justice est dirigé par M. Laurent ESSO, Magistrat Hors Hiérarchie 1er Groupe, Ministre d’Etat, Ministre de la Justice, Garde des Sceaux.
Depuis sa mise en service, le Ministère de la Justice a changé de leader à 17 reprises dont deux fois pour accueillir comme Ministre M. Laurent ESSO :
| N  | Periodes            | Noms et Prenoms                 | Images |
| -- | ------------------- | ------------------------------- | ------ |
| 1  | 1959-1960           | Monsieur Charles OKALA          |        |
| 2  | 1960-1961           | Monsieur Victor KANGA           |        |
| 3  | 1961                | Monsieur Yerima MOHAMAN LAMINE  |        |
| 4  | 1961-1965           | Monsieur Arouna NJOYA           |        |
| 5  | 1965-1971           | Monsieur SANDA OUMAROU          |        |
| 6  | 1971-1972           | Monsieur Felix SABAL LECCO      |        |
| 7  | 1972-1975           | Monsieur Simon ACHIDI ACHU      |        |
| 8  | 1975-1979           | Monsieur Joseph Charles DOUMBA  |        |
| 9  | 1979-1983           | Monsieur Gilbert ANDZE TSOUNGUI |        |
| 10 | 1983-1985           | Monsieur André NGONGANG OUANDJI |        |
| 11 | 1985-1989           | Monsieur Benjamin ITOE          |        |
| 12 | 1989-1991           | Monsieur Adolphe MOUDIKI        |        |
| 13 | 1991-1996           | Monsieur DOUALA MOUTOME         |        |
| 14 | 1996-2000           | Monsieur Laurent ESSO           |        |
| 15 | 2000-2001           | Monsieur Robert MBELLA MBAPPE   |        |
| 16 | 2001-2011           | Monsieur AMADOU ALI             |        |
| 17 | de 2011 à nos jours | Monsieur Laurent ESSO           |        |

### Le Secrétariat Général
Le Secrétariat Général est placé sous l’autorité d’un Secrétaire Général, principal collaborateur du Ministre, qui suit l’instruction des affaires du Département et reçoit du Ministre les délégations de signature nécessaires. Il coordonne l’action des services de l’Administration Centrale et des Services Déconcentrés et tient à cet effet des réunions de coordination dont il adresse le procès-verbal au Ministre ; il définit et codifie les procédures internes du Ministère ; veille à la formation permanente du personnel et organise sous l’autorité du Ministre, des séminaires et des stages de recyclage, de fonctionnement ou de spécialisation ; suit, sous l’autorité du Ministre, l’action du personnel des services rattachés dont il approuve le programme d’action et reçoit les comptes-rendus d’activités ; veille à la célébrité dans le traitement des dossiers, centralise les archives et gère la documentation.

## Les Gardes des Sceaux
L'actuel ministre de la Justice, garde des sceaux est Laurent Esso. Il est à la tête du ministère de la Justice depuis le 9 février 2011.
- Charles Okala (1959-1960)
- Victor Kanga (1960-1961)
- Yerima Mohanan Lamine (1961)
- Arouna Njoya (1961-1965)
- Sanda Oumarou (1965-1971)
- Felix Sabal Lecco (1971-1972)
- Simon Achidi Achu (1972-1975)
- Joseph Charles Doumba (1975-1979)
- Gilbert Andze Tsoungui (1979-1983)
- André Ngongang Ouandji (1983-1985)
- Benjamin Itoe (1985-1989)
- Adolphe Moudiki (1989-1991)
- Douala Moutome (1991-1996)
- Laurent Esso (1996-2000)
- Robert MBella Mbappe (2000-2001)
- Amadou Ali (2001-2011)
- Laurent Esso (de 2011 à nos jours).